# Дьяченко Валерій Семенович
Валерій Семенович Дьяченко (18 серпня 1946, Ростов-на-Дону, РРФСР, СРСР — 4 грудня 1994, Москва) — радянський і російський композитор і аранжувальник. Заслужений діяч мистецтв Російської Федерації.

## Біографія
Народився 18 серпня 1946 Ростові-на-Дону.
Його дитинство пройшло в Новочеркаську, де він закінчив школу № 12 і музичну школу ім. Петра Ілліча Чайковського. У Ростовському музичному училищі навчався на двох відділеннях: фортепіанному у викладача М. І. Кац і на композиторському у відомого данського композитора А. П. Артамонова. Будучи студентом, виконував свої твори на Донський музичної весни і удостоївся похвального відгуку Дмитра Шостаковича. Блискуче закінчивши в 1966 училище і, відчуваючи величезний вплив Артамонова, надходить на композиторське відділення Московської консерваторії.
З 1967 по 1978 писав твори для камерного ансамблю «Рококо» під керівництвом А. Д. Биканова.
У 1973 році успішно закінчив Московську державну консерваторію імені П. І. Чайковського (клас композиції професора А. А. Миколаєва).
За свою недовгу творче життя композитор створив велику кількість творів в найрізноманітніших музичних і музично-театральних жанрах. Він є автором двох опер - одноактної комічної опери «Ведмідь», створеної в 1972 р за однойменною п'єсою-жарті А. П. Чехова, і незакінченою опери «Майстер і Маргарита» (1989-1994) за романом М. О. Булгакова (обидві на лібрето Е. Ф. Горіної), а також двох музичних комедій. Це музична комедія «Заміжня наречена» за п'єсою М.Семенова «Піч на колесі» (лібрето А. Гангова), прем'єра вистави у постановці Костянтина Васильєва відбулася на сцені Омського музичного театру в 1989 році, і комедія «Мінливості любові» (1991) по мотивами комедії В. Шекспіра «Віндзорські насмішниці» (лібрето К.Васильева). Її прем'єра з успіхом пройшла в 2010 р на сцені Московського Міжнародного Будинку Музики у виконанні Державної концертно-театральної капели Москви під керуванням Анатолія Судакова.
У різні роки композитором були створені три струнних квартети (1973, 1985, 1993), десять вокальних циклів на вірші вітчизняних та зарубіжних поетів, серед яких Євген Баратинський, А. А. Фет, М. С. Гумільов, Г. Аполлінер, десять хорових концертів, в тому числі на вірші В. А. Жуковського, А. М. Майкова, Ф. І. Тютчева, А. А. Блока, Н. М. Рубцова, Концерт для духового оркестру «Слава героям» (1986), а також п'єси для естрадно - симфонічного і духового оркестрів, дитяча музика.
Особливе місце в творчості Валерій Семенович займає твір «Вічна пам'ять (Чин заупокой)» в 16 частинах для мішаного хору без супроводу. Духовне твір створено в 1989 р на канонічні тексти і в суворій відповідності з російською православною співочої традицією. Як епіграф до цього - одного з найдосконаліших своїх творінь - композитор вибрав слова Святого Апостола Павла з його Послання до Римлян: «... бо ніхто з нас не живе для себе, і ніхто не вмирає для себе ...» (гл.14; 7 ). Призначене автором насамперед для виконання в церкві, воно добре відомо любителям духовної музики і в концертному виконанні багатьох хорових колективів країни. Прем'єру твори на 1994 рік представив Краснодарський державний камерний хор під керуванням В. Яковлєва. У різні роки цей твір звучало у виконанні Саратовського камерного хору під керуванням Людмили лицьовий, Камерного хору під керуванням Льва Володимировича Конторовича, Державної капели Москви під керуванням Анатолія Судакова. Партитура хорового концерту «Вічна пам'ять» була двічі випущена у світ видавництвом «Композитор» в 1996 і 2004 роки.
У різні роки Валерій Семенович обіймав посади Головного редактора видавництва «Музика», Головного редактора репертуарної колегії Міністерства культури РФ, всіляко сприяв просуванню до слухача музики сучасних вітчизняних композиторів. Він проявив себе і як активний громадський діяч. Будучи членом Правління Спілки композиторів Москви, совісно з колегами-композиторами виступив в 1994 р ініціатором надання міжнародного статусу фестивалю сучасної музики «Московська осінь».
Пішов з життя 4 грудня 1994 року в Москві на 49 році життя. Похований на Кунцевському кладовищі.

## Твори[2]

### Оркестрові
- 1973 рік - Симфонієта (I-III), рукопис. Запис по трансляції з БЗК (червень 1973 р). Симфонічний оркестр під керуванням В.Дударовой.
- 1981 рік - Концерт для скрипки з оркестром (I-III).

### Музыкально-сценические
- 1972 рік: «Ведмідь» - одноактна комічна опера за однойменною п'єсою-жарті А. П. Чехова. Лібрето Катерини Горіної. Перше виконання - 21 листопада 1989 року в Московському музичному театрі-студії «Композитор». Диригент - Володимир Понькін, режисер-постановник - Микола Кузнєцов. Запис по трансляції.
- 1989 рік: «Заміжня наречена». Музична комедія на 2-х діях. Лібрето А.Гангова за п'єсою М.Семенова «Піч на колесі». Перше виконання - Омський музичний театр. Режисер-постановник Костянтин Васильєв. Запис вистави із залу. Рукопис.
- 1991 рік: «Мінливості любові». Музична комедія в 3-х діях за п'єсою В. Шекспіра «Віндзорські насмішниці». Лібрето К.Васильева. Державна концертно-театральна капела Москви під керуванням Анатолія Судакова. Перше виконання - Московський Міжнародний Дім Музики, 2011 рік.
- 1989-1994 роки: «Майстер і Маргарита». Опера в 4-х дії за однойменним романом М. О. Булгакова. Лібрето Катерини Горіної. Клавір. Незакінчена рукопис.

### Вокальні цикли
- 1967 рік: П'ять романсів на вірші Ф. Г. Лорки. Для меццо-сопрано (баритона) і фортепіано, М .: Радянський композитор, 1981.
- 1970 рік: П'ять романсів на вірші сучасних бельгійських поетів. Для голосу і фортепіано, М .: Радянський композитор, 1981.
- 1975 рік: П'ять романсів на вірші поетів-декабристів. Для баса і фортепіано. В зб. В.Дяченко «Вокальні твори». М .: Радянський композитор, 1982. Запис на радіо в ісп. А.Сафіуліна. Архів композитора.
- 1979 рік: Вокаліз для контральто і фортепіано. М .: Радянський композитор, 1980.
- 1980 рік: Три романсу на вірші О. Блока. Для сопрано та фортепіано. В зб. В.Дяченко «Вокальні твори». М .: Радянський композитор, 1982., Запис в ісп. Н.Мілановіч.
- 1980 рік: «Дорожні елегії». П'ять романсів на вірші Н.Рубцова. Для тенора і фортепіано. В зб. В.Дяченко «Вокальні твори». М .: Радянський композитор, 1982. Фірма «Мелодія» «Вокальні твори молодих композиторів Москви», запис 1981 в ісп. Н.Гуторовіча.
- 1981 рік: «Край улюблений». П'ять романсів на вірші С. Єсеніна. Для тенора і фортепіано. Рукопис. Архів композитора. П'ять романсів на вірші Г. Аполлінера. Для меццо-сопрано і фортепіано. В зб. В.Дяченко «Вокальні твори». М .: Радянський композитор, 1982.
- 1982 рік: Три романсу на вірші Євгена Баратинського. Для баритона і фортепіано. Рукопис. Архів композитора.
- 1987 рік: «Вечірні пісні». П'ять романсів на вірші А. Фета. Рукопис. Архів композитора. Запис на радіо в ісп. Л.Курдюмовой і оркестру п / у А.Михайлова, 1-1992 р ВДКС-08678. (11 хв. 25 сек).
- 1989 рік: Три романсу на вірші М. Гумільова. Для баса і фортепіано. Рукопис. Архів композитора.

### Хорові концерти
- 1969 рік: «Сніг падає». На вірші І. Бехера. Для хору без супроводу. Рукопис. Архів композитора. Шість хорових мініатюр на вірші Мацуо Басьо. М .: Радянський композитор, 1982.
- 1975 рік: «Донські пісні». Кантата на теми донських пісень. Слова народні. Для камерного хору, ансамблю духових та ударних інструментів. Перше виконання - 1980 р.р. Пярну (Литва) камерний хор п / у Володимира Мініна. Запис по трансляції на Литовському телебаченні. Партитура в зб. Валерій Дьяченко «Хорові твори». М .: Радянський композитор, 1987.
- 1981 рік: «Сільські вечора». Кантата для мішаного хору і ударних інструментів на вірші Н.Рубцова, А.Прокофьева, О.Фокіной, А.Твардовского. Партитура в зб. Валерій Дьяченко «Хорові твори». М .: Радянський композитор, 1987.
- 1983 рік: «Після прочитання Ф. Тютчева». Кантата для хору (I-VII). Партитура в зб. Валерій Дьяченко «Хорові твори». М .: Радянський композитор, 1987.
- 1984 рік: «Пам'ять». Ораторія для мецо-сопрано, тенора, баса та мішаного хору (I-VII) на вірші В.Фірсова. Рукопис. Архів композитора.
- 1987 рік: Маленька кантата на вірші М.Рильського. Рукопис. Архів композитора.
- 1989 рік: «Вічна пам'ять». Чин за упокій на канонічні православні тексти (I-XVI) для змішаного хору без супроводу, М .: Композитор, 1997. Перше виконання - 17 листопада 1994 р Краснодарський камерний хор п / у В'ячеслава Яковлєва (I-XII), запис на радіо 1994 р Записи з ВЗК у виконанні Саратовського камерного хору п / у Людмили Лицовой (листопад 2006 г.?); у виконанні Камерного хору п / у Льва Конторовича, Державна капела Москви п / у Анатолія Судакова. Архів композитора.
- 1992 рік: «Акварелі». Маленька кантата на вірші А.Майкова. Рукопис. Архів композитора.

### Камерно-інструментальні твори
- 1972 рік: Вісім п'єс для двох труб і двох тромбонів. Партитура. В зб. П'єси для ансамблю духових інструментів. М .: Музика, 1977; М .: Радянський композитор, 1978; Л .: Музика, 1984.
- 1973 рік: Квартет № 1. Для двох скрипок, альта і віолончелі. М .: Радянський композитор, 1991.
- 1977 рік: Квінтет. Для флейти, гобоя, саксофона-сопрано, валторни і фагота. М .: Радянський композитор, 1981. Запис в архіві композитора. «З альбому мандрівника». Дитячі п'єси. Для труби і фортепіано. М .: Радянський композитор, 1978.
- 1978 рік: Концертіно. Для контрабаса і фортепіано. М .: Радянський композитор, 1981. Запис в архіві композитора.
- 1984 рік: «Північні ескізи». Сюїта для квінтету мідних духових. Рукопис.
- 1985 рік: Квартет № 2 мі-бемоль. Для двох скрипок, альта і віолончелі. М .: Радянський композитор, 1991. Перше виконання в Малому залі Московської консерваторії. Квартет п / у Т. Беркуль. ДКС-55683, хронометраж 17 хв. 15 сек.
- 1993: Струнний квартет № 3 (I-III). Рукопис в архіві композитора. Перше виконання ВДК «Московська осінь» 1993 р Запис по трансляції ДКС- 64065, хронометраж 11 хв. 38 сек. Квартет Московської філармонії п / у Т.Беркуль.

### Твори для духового оркестру
- «Слава героям». Сюїта для великого духового оркестру. Рукопис. Перше виконання - 1989 г. ВДК, в ісп. Державного духового оркестру РРФСР п / у А.Мішуліна. Запис по трансляції ДКС -55769, хронометраж 17 хв. 14 сек.

### Твори для дітей та юнацтва
- 1974 рік: Дванадцять дитячих п'єс для фортепіано. Варшава, PWM, 1978; Дванадцять дитячих п'єс - зб. Дитячі альбоми радянських композиторів для фортепіано, М .: Радянський композитор, 1982.
- 1982 рік: «Казка про флюгер». Музична казка для дітей дошкільного та шкільного віку для співу в супроводі фортепіано. Лібрето О. і Н.Яншіних. М .: Радянський композитор, 1982 в збірнику «Музичні казки». вип.1
- 1983 рік: Двадцять дитячих п'єс для фортепіано. М .: Радянський композитор, 1986; Мілан, RIKORDI, 1985.
- 1986 рік: «Дитячий альбом». Сорок п'ять п'єс для фортепіано. М .: Радянський композитор, 1986.
- 1993: «Нічний огляд». Кантата для дитячого хору на вірші В. Жуковського. Рукопис. Архів композитора. Перше виконання - 20 травня 1994 р Дитяча хорова студія «Преображення» п / у М.Славкіна (3 частини). Запис в архіві композитора.
- 1994 рік: «Перші кроки». Альбом п'єс для блок-флейти і фортепіано. Підготовчий і 1 клас ДМШ. Рукопис.

### Твори для естрадних ансамблів

#### З 1967 по 1978 р. п'єси для ансамблю «Рококо» п / у А.Биканова
- «Багатель», 3 хв. 50 сек.
- «Сумні маріонетки», 3 хв. 23 сек.
- «Менует», 3 хв. 04 сек.
- «Вітражі» (диск «Старий антиквар»), 3 хв. 03 сек.
- «Блакитні танцівниці», 3 хв. 55 сек.
- «Веселий май», 2 хв. 08 сек.
- «Краща пора року» - орган
- «Музичне приношення», 2 хв. 43 сек.

#### З 1984 р по 1987 р. п'єси для ансамблю Всесоюзного радіо п / у А.Корнєєва
- «Ноктюрн», «Лугові квіти», «Жига», «Зоряний дощ», «Кавалькада», «Вечірні сади», «Білі сніги», «Дивертисмент», «Регата», «Веселка в житі», «Прелюдія», «Баггі»

#### 1993 р. Інструментальні п'єси для ЕСС п / у М.Кажлаева
- «Зимовий пейзаж», «Баден-Баден», «Ліричний етюд».

### Фільмографія
- 1980 — «Весела карусель» № 11. Хитрі бабусі (режисер Сергій Оліфіренко, «Союзмультфільм»)